# Liste des épisodes de Love Live! Nijigasaki Gakuen School Idol Club
Cet article est un complément de l’article sur la franchise Love Live! Nijigasaki Gakuen School Idol Club. Il contient la liste des épisodes de la série télévisée d'animation répartie en saisons.

## Saison 1
| No | Titre français                                                   | Titre japonais          | Titre japonais                                          | Date de 1re diffusion |
| No | Titre français                                                   | Kanji                   | Rōmaji                                                  | Date de 1re diffusion |
| -- | ---------------------------------------------------------------- | ----------------------- | ------------------------------------------------------- | --------------------- |
| 01 | La ferveur des débuts                                            | はじまりのトキメキ      | Hajimari no tokimeki                                    | 3 octobre 2020        |
| 02 | La plus mignonne de toutes                                       | Cutest♡ガール           | Cutest♡Gāru                                             | 10 octobre 2020       |
| 03 | Crier son amour                                                  | 大好きを叫ぶ            | Daisuki o sakebu                                        | 17 octobre 2020       |
| 04 | La voie inexplorée                                               | 未知なるミチ            | Michi naru michi                                        | 24 octobre 2020       |
| 05 | Maintenant ou jamais                                             | 今しかできないことを    | Ima shika dekinai koto o                                | 31 octobre 2020       |
| 06 | L'expression du sourire                                          | 笑顔のカタチ(〃＞▽＜〃) | Egao no katachi (〃＞▽＜〃)                             | 7 novembre 2020       |
| 07 | L'horizon de Kanata                                              | ハルカカナタ            | Haruka Kanata                                           | 14 novembre 2020      |
| 08 | Shizuku, noir et blanc                                           | しずく、モノクローム    | Shizuku, monokurōmu                                     | 21 novembre 2020      |
| 09 | Amies et rivales                                                 | 仲間でライバル          | Nakama de raibaru                                       | 28 novembre 2020      |
| 10 | L'été, c'est parti                                               | 夏、はじまる。          | Natsu, hajimaru.                                        | 5 décembre 2020       |
| 11 | Le rêve de toutes, mon rêve à moi                                | みんなの夢、私の夢      | Minna no yume, watashi no yume                          | 12 décembre 2020      |
| 12 | L'éclosion des sentiments                                        | 花ひらく思い            | Hanahiraku omoi                                         | 19 décembre 2020      |
| 13 | School idol Festival - Le lieu où se réalisent les rêves de tous | みんなの夢を叶える場所  | Sukūru Aidoru Festibaru - Minna no yume o kanaeru basho | 26 décembre 2020      |

## Saison 2
| No | Titre français                                  | Titre japonais                 | Titre japonais                            | Date de 1re diffusion |
| No | Titre français                                  | Kanji                          | Rōmaji                                    | Date de 1re diffusion |
| --- | ----------------------------------------------- | ------------------------------ | ----------------------------------------- | --------------------- |
| 01 | Une nouvelle ferveur                            | 新しいトキメキ                 | Atarashī tokimeki                         | 2 avril 2022          |
| À la suite du succès du festival des idols lycéennes, le club d’idols du lycée Nijigasaki travaille d’arrache-pied à la préparation d’une seconde édition. Yû Takasaki, quant à elle, a réussi à intégrer la section musicale en cours d’année afin de poursuivre son rêve. Durant la journée portes ouvertes du lycée, les filles du club vont faire la rencontre d’une nouvelle élève plutôt singulière...             |                                                 |                                |                                           |                       |
| 02 | Des couleurs superposées                        | 重なる色                       | Kasanaru iro                              | 9 avril 2022          |
| Impressionnées par le premier concert de Lanzhu Zhong, les idols du club de Nijigasaki proposent à la nouvelle venue de les rejoindre. Toutefois, cette dernière refuse l’offre, préférant se produire en tant qu’artiste solo. Quelques jours plus tard, les idols de Nijigasaki reçoivent à leur tour une proposition intéressante…                                                                                    |                                                 |                                |                                           |                       |
| 03 | Sing! Song! Smile!                              | sing! song! smile!             | sing! song! smile!                        | 16 avril 2022         |
| Kasumi, Kanata, Rina et Emma ont pris la décision de chanter à quatre lors du concert commun avec le lycée international Y.G. Afin d’apprendre à mieux se connaître, elles organisent un stage d’entraînement entre elles, mais peinent à se mettre d’accord sur le genre de spectacle qu’elles veulent donner. De son côté, Yû doit relever son plus grand défi à ce jour : composer et jouer son tout premier morceau. |                                                 |                                |                                           |                       |
| 04 | Le Triangle amoureux de Ai                      | アイ Love Triangle             | Ai Rabu Toraianguru                       | 23 avril 2022         |
| À la suite du succès du concert des QU4RTZ, Ai a envie de chanter en groupe à son tour, mais elle ne sait pas encore avec qui elle pourrait faire équipe. Karin serait la candidate idéale, mais elle n’aime pas les contraintes et préfère chanter en solo. Toutefois, un certain évènement va rapprocher les deux jeunes filles…                                                                                       |                                                 |                                |                                           |                       |
| 05 | Le rideau se lève sur le pays des rêves!        | 開幕!ドリームランド↑↑（＊'▽'） | Kaimaku! Dorīmurando                      | 30 avril 2022         |
| Alors qu’elle organise le déroulement du festival des idols et de la fête du lycée Nijigasaki, Shioriko propose au club de théâtre de donner une représentation la veille du double évènement. C’est alors que Shizuku a l’idée de former un groupe d’idols mélangeant théâtre et chant… |                                                 |                                |                                           |                       |
| 06 | Le choix de la passion                          | “大好き”の選択を               | Daisuki no sentaku o                      | 7 mai 2022            |
| Alors que la date de la fête du lycée et du festival des idols de Nijigasaki approche, le club de cinéma demande au club d’idols de les aider à réaliser un making-of de l’organisation des festivités. Seul problème, Setsuna craint que cela ne risque de divulguer sa double identité… |                                                 |                                |                                           |                       |
| 07 | Le souvenir d'un rêve                           | 夢の記憶                       | Yume no kioku                             | 14 mai 2022           |
| Les problèmes d’organisation de la fête du lycée et du festival des idols étant à présent résolus, les festivités peuvent enfin commencer ! Cette édition sans précédent aura lieu sur cinq jours, dans cinq lycées différents. Alors que Shioriko s’assure que tout se déroule bien, son rêve d’enfance lui revient en tête…                                                                                            |                                                 |                                |                                           |                       |
| 08 | Tokimeki Runners - Là où se forme l'arc-en-ciel | 虹が始まる場所                 | Tokimeki Rannāzu - Niji ga hajimaru basho | 21 mai 2022           |
| Après une semaine de festivités, le cinquième et dernier jour de la fête des lycées et du festival des idols est enfin arrivé, et le concert du club d’idols de Nijigasaki sera le clou du spectacle. Seulement, une ultime chanson manque à leur répertoire pour pouvoir mener leur spectacle à bien. Yû devait la composer, mais elle semble en manque d’inspiration…                                                  |                                                 |                                |                                           |                       |
| 09 | Un ciel inaccessible                            | The Sky I Can't Reach          | The Sky I Can't Reach                     | 28 mai 2022           |
| Après avoir assisté au concert des idols de Nijigasaki lors du festival, Lanzhu se met à douter de son talent et décide d’abandonner sa carrière. Afin de lui faire changer d’avis, Mia tente de composer un morceau spécialement pour elle. |                                                 |                                |                                           |                       |
| 10 | La tournée des merveilles de Kasumin            | かすみん☆ワンダーツアー        | Kasumin wandā tsuā                        | 4 juin 2022           |
| Après avoir accueilli trois nouvelles têtes, le club d’idols de Nijigasaki compte maintenant 13 membres. Pour apprendre à mieux connaître les nouvelles venues, Kasumi propose d’inviter tout le club à une soirée pyjama pendant les vacances. Mais son véritable objectif est de gagner le respect de ses camarades pour enfin être respectée en tant que présidente du club.                                          |                                                 |                                |                                           |                       |
| 11 | Le passé, l'avenir, et le présent.              | 過去・未来・イマ               | Kako・Mirai・Ima                          | 11 juin 2022          |
| Kasumi débarque en trombe dans la salle du club pour annoncer une grande nouvelle : le club d’idols de Nijigasaki compte désormais assez de membres pour passer du statut de club mineur à celui de club majeur, ce qui leur permettrait de participer au tournoi Love Live. Les idols de Nijigasaki décideront-elles de se présenter à la compétition, quitte à perdre de vue l’essence même de leur club ?             |                                                 |                                |                                           |                       |
| 12 | Un cri d'encouragement!                         | エール！                       | Ēru!                                      | 18 juin 2022          |
| Afin de ne pas manquer les éliminatoires du tournoi Love Live ayant lieu à Noël, le club d’idols de Nijigasaki décide d’organiser son premier concert solo pour le Nouvel An. Mais alors que la date approche peu à peu, Ayumu et Yû sont chacune confrontées à une grande décision concernant leur avenir, qui pourrait bien les amener à emprunter des chemins différents…                                             |                                                 |                                |                                           |                       |
| 13 | Que résonne notre passion!                      | 響け！ときめき――。             | Hibike! Tokimeki—                         | 25 juin 2022          |

## OAV
| No | Titre français | Titre japonais                                       | Titre japonais                                            | Date de 1re diffusion |
| No | Titre français | Kanji                                                | Rōmaji                                                    | Date de 1re diffusion |
| -- | -------------- | ---------------------------------------------------- | --------------------------------------------------------- | --------------------- |
|    |                | ラブライブ!虹ヶ咲学園スクールアイドル同好会 NEXT SKY | Love Live! Nijigasaki Gakuen School Idol Dōkōkai Next Sky | 23 juin 2023          |